# Bleeding Cool
Bleeding Cool è un sito Internet di notizie riguardanti fumetti, televisione, film, giochi da tavolo e videogiochi. Di proprietà della Avatar Press, è stato lanciato da Rich Johnston il 27 marzo 2009. Avatar Press pubblica anche una rivista associata, chiamata anch'essa Bleeding Cool.

## Contenuto
Tra i contenuti particolari di Bleeding Cool c'è una lista che descrive in dettaglio le persone più influenti nel settore dei fumetti.
Nel 2012, Bleeding Cool ha riportato le notizie delle accuse di molestie sessuali rivolte al direttore della DC Comics Eddie Berganza, a partire da un incidente al WonderCon di Anaheim, in California. Sebbene l'articolo iniziale fosse un articolo che non menzionava né la vittima né l'accusato, quattro anni dopo Bleeding Cool accusò Berganza di molestie sessuali e descrisse dettagliatamente come avesse fatto carriera alla DC anche dopo che le accuse erano diventate note ai suoi datori di lavoro. A questo è seguito un rapporto di BuzzFeed del novembre 2017 sulle accuse mosse a Berganza da diverse donne che hanno portato al suo licenziamento da DC.

## Collaboratori
Il sito ha pubblicato regolarmente lavori di scrittori tra cui:
- Warren Ellis
- Simone Spurrier
- Alex de Campi
- Dennis O'Neil
- Michele Davis
- Donny Cates